# Cuatresia folliculoides
Cuatresia folliculoides là loài thực vật có hoa trong họ Cà. Loài này được (J.L. Gentry & D'Arcy) Sousa-Peña mô tả khoa học đầu tiên.